# Rama di Napoli
La rama di Napoli (literalmente cobre de Nápoles) es un dulce típico de la ciudad de Catania, en Italia, consumido durante el Día de los Difuntos.
Es un bizcocho con el centro blando de chocolate recubierto completamente con un glaseado de chocolate fundido. No se sabe el origen exacto del nombre, pero hay varias hipótesis: la primera se refiere a un panadero famoso de Nápoles como el inventor de la receta, otra hipótesis habla de un acto de vasallaje de Sicilia en su confrontación con Nápoles en la época del Reino de las Dos Sicilias, siendo Nápoles la capital.
La última hipótesis, que se remonta siempre al Reino de las Dos Sicilias, parece también la más probable. Cuenta que durante el imperio de los Borbones, desde la unificación del Reino de Nápoles con el Reino de Sicilia, fue acuñada una moneda que contenía una aleación de cobre, con el fin de reemplazar a la más cara aleación de oro y plata. El pueblo, con la introducción de esta moneda, ideó así la creación de un dulce que reprodujera la moneda, inventando así la rama di Napoli.
La receta original contenía harina, azúcar, chocolate amargo y mermelada de naranja, pero con los años se hicieron varios cambios, tanto en tamaño como en los ingredientes utilizados, introduciendo el uso de la crema de cacao y de otras mermeladas. Tradicionalmente preparada durante la fiesta de Todos los Santos, se da a los niños como regalo de los parientes fallecidos si han sido buenos durante todo el año.
- Datos: Q3929866
- Multimedia: Rame di Napoli / Q3929866